# محوطه قلعه جوق آلقو
محوطه قلعه جوق آلقو مربوط به هزاره ۱و دوران‌های تاریخی پس از اسلام است و در شهرستان بناب، بخش مرکزی، روستای آلقو واقع شده و این اثر در تاریخ ۱۲ بهمن ۱۳۸۱ با شمارهٔ ثبت ۷۳۶۸ به‌عنوان یکی از آثار ملی ایران به ثبت رسیده است.